# Рихтер, Илона
Илона Рихтер (нем. Ilona Richter; род. 11 марта 1953, Нойкирхен, Хемниц), в замужестве Дёрфель (нем. Dörfel) — немецкая гребчиха, выступавшая за сборную ГДР по академической гребле в 1970-х годах. Двукратная олимпийская чемпионка, трёхкратная чемпионка мира, серебряная призёрка чемпионата Европы, победительница многих регат национального и международного значения.

## Биография
Илона Рихтер родилась 11 марта 1953 года в коммуне Нойкирхен, ГДР. Заниматься греблей начала в возрасте 13 лет, проходила подготовку в Берлине в столичном спортивном клубе «Берлин-Грюнау».
Первого серьёзного успеха на взрослом международном уровне добилась в сезоне 1973 года, когда вошла в основной состав восточногерманской национальной сборной и побывала на чемпионате Европы в Москве, откуда привезла награду серебряного достоинства, выигранную в распашных рулевых двойках — их команду обошла здесь только сборная СССР.
В 1974 году в восьмёрках Рихтер одержала победу на чемпионате мира в Люцерне. Год спустя в той же дисциплине была лучшей на мировом первенстве в Ноттингеме.
Благодаря череде удачных выступлений удостоилась права защищать честь страны на летних Олимпийских играх 1976 года в Монреале — совместно с Виолой Горецки, Кристиане Кнеч, Бригитте Аренхольц, Моникой Каллис, Хенриеттой Эберт, Хельмой Леман, Ириной Мюллер и рулевой Мариной Вильке завоевала золотую медаль в программе женских восьмёрок.
После монреальской Олимпиады Рихтер осталась в составе гребной команды ГДР и продолжила принимать участие в крупнейших международных регатах. Так, в 1977 году в рулевых распашных четвёрках она выиграла золотую медаль на чемпионате мира в Амстердаме.
В 1979 году в восьмёрках стала серебряной призёркой на мировом первенстве в Бледе, уступив в финале советской сборной.
Находясь в числе лидеров восточногерманской национальной сборной, Илона Рихтер благополучно прошла отбор на Олимпийские игры 1980 года в Москве — в составе команды, куда также вошли гребчихи Мартина Бёслер, Керстен Найссер, Кристиане Кёпке, Биргит Шюц, Габриеле Кюн, Марита Зандиг, Карин Метце и рулевая Марина Вильке, вновь заняла первое место в распашных рулевых восьмёрках, завоевав тем самым вторую золотую олимпийскую медаль.
За выдающиеся спортивные достижения награждалась орденом «За заслуги перед Отечеством» в бронзе (1974), серебре (1976) и золоте (1980).
Завершив спортивную карьеру, в период 1983—1986 годов вместе с мужем Берндом-Дитрихом Дёрфелем проживала в Дубне, где занималась исследованиями в области физики и кристаллографии. В 1987 году защитила докторскую диссертацию. Впоследствии с 1990 года являлась научной сотрудницей Федерального института исследования и тестирования материалов в Берлине.